# 科克瓦尼
科克瓦尼（阿拉伯语：‎，Karkwān）是突尼斯共和国的纳布勒省的一座城市，城市里的科克瓦尼布尼陵园是到目前为止保存最完好的一处代古迦太基遗迹，这座著名的腓尼基城市除了在第一次布匿克戰爭（约公元前2世纪）期间被破坏了一小部分之外，连后来征服这里的罗马军队也没有重建这座城市。更加重要的是，主要的古迦太基城房屋建筑都保存得非常完好。

## 景點
UNESCO於1985年宣布科克瓦尼的布匿城及其墳場為世界遗产。

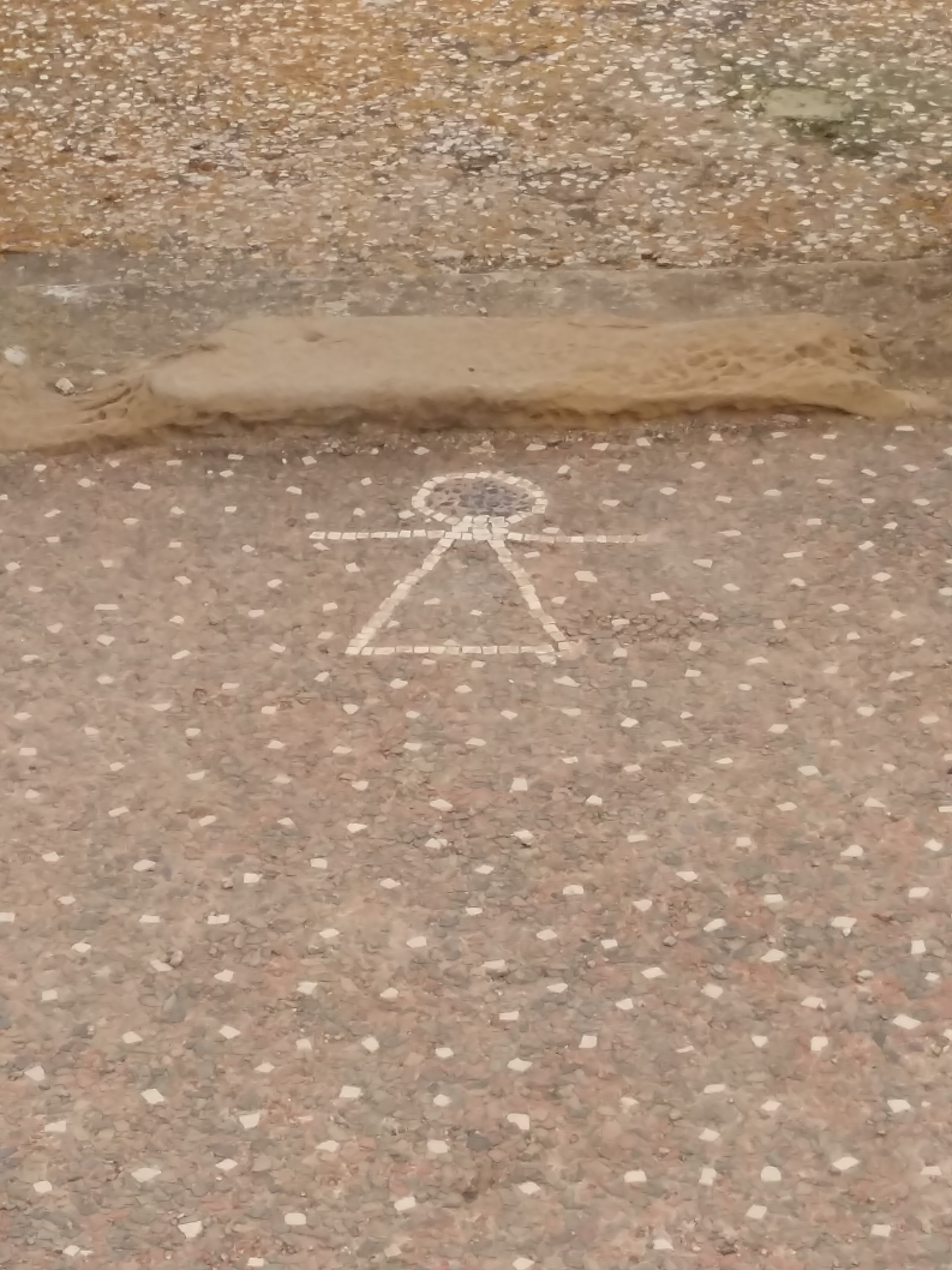
科克瓦尼的地板
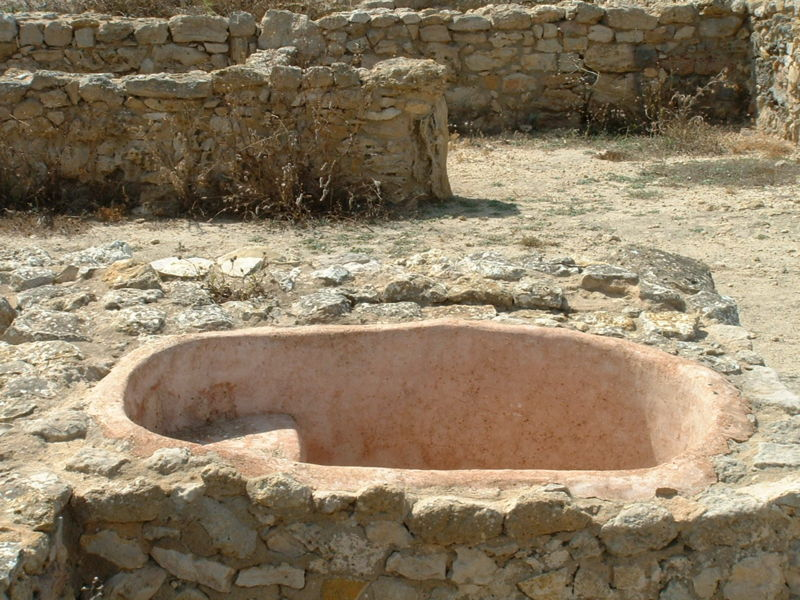
浴缸
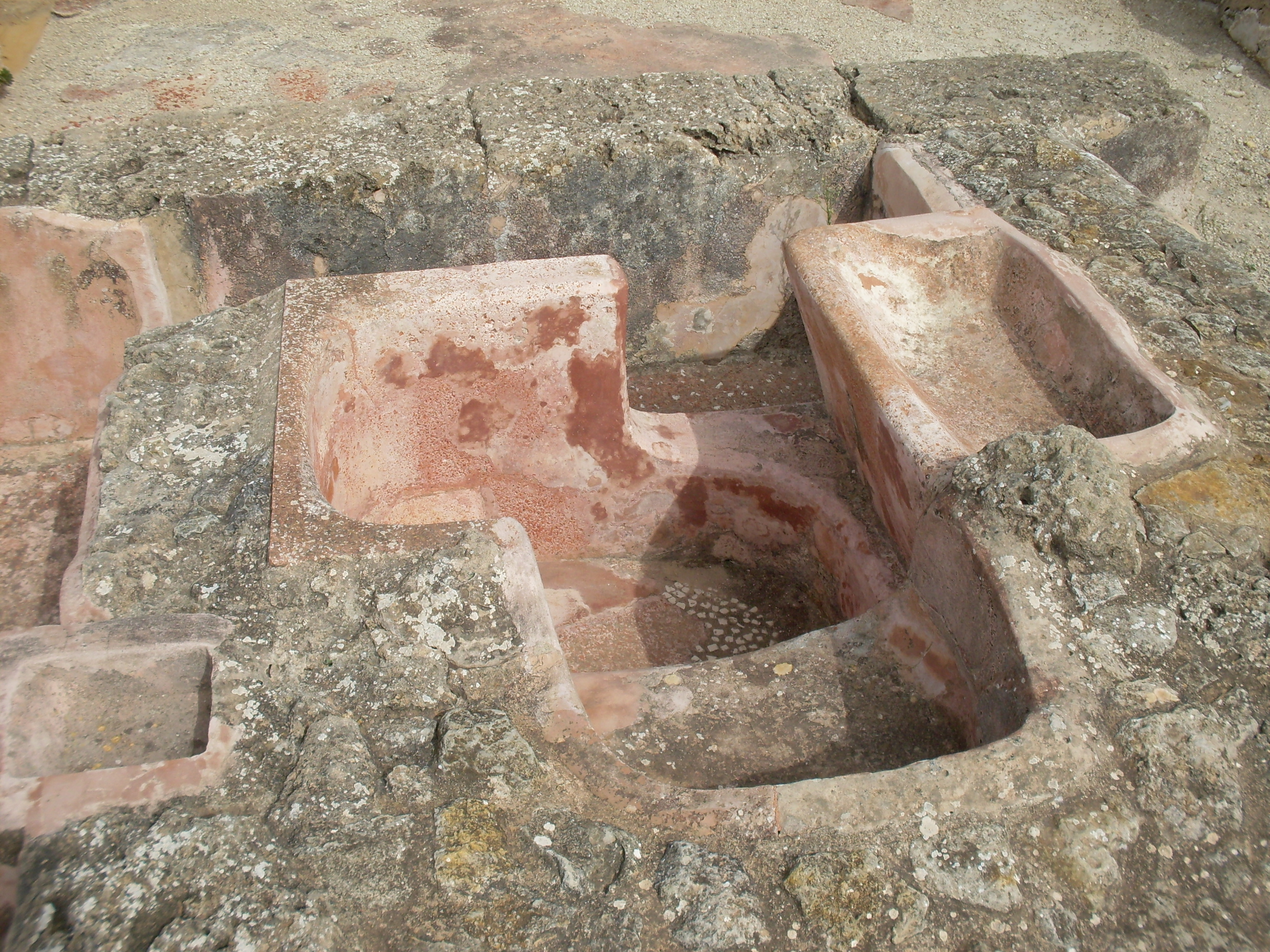
马桶
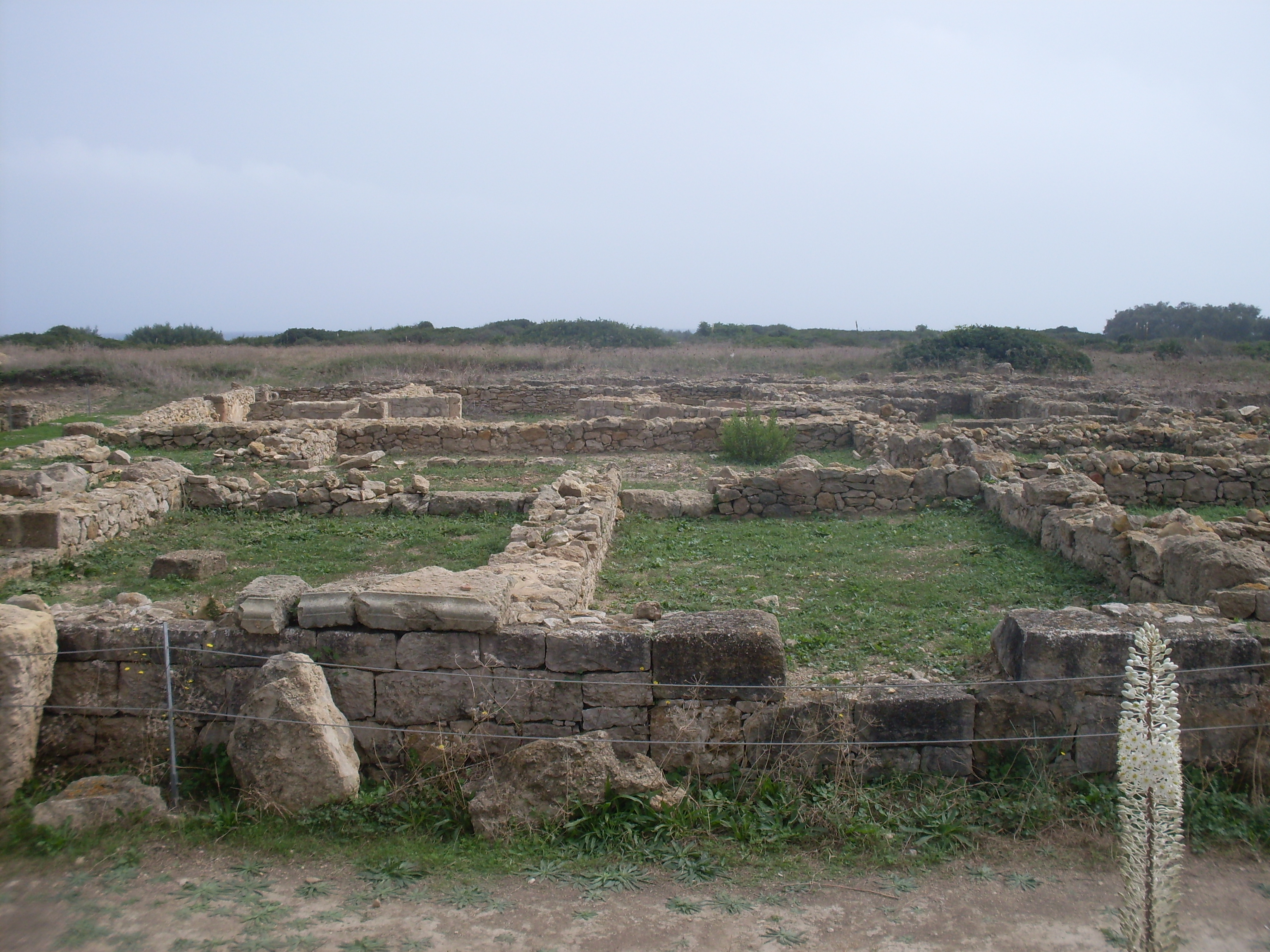
遗留房屋
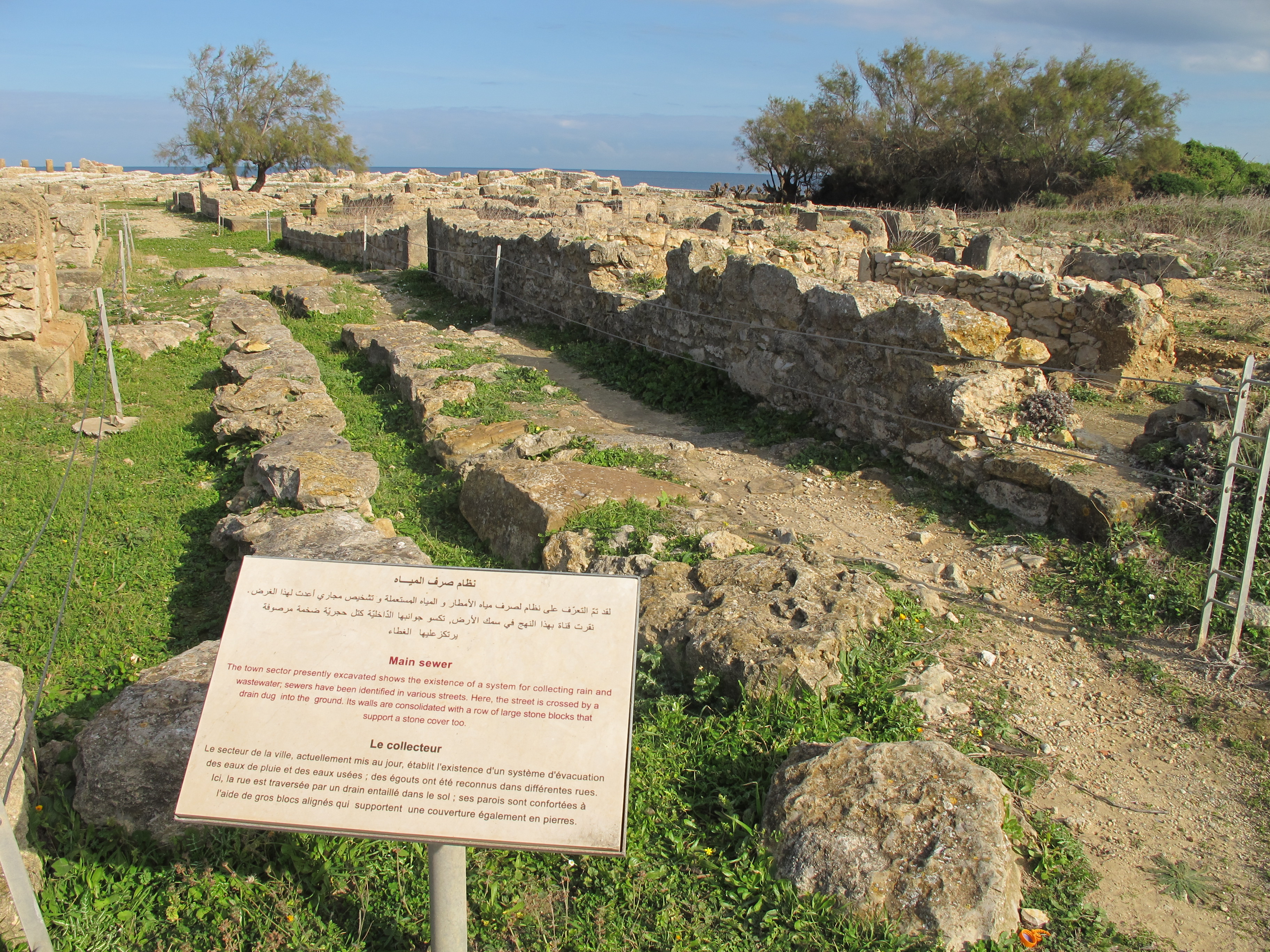
考古点
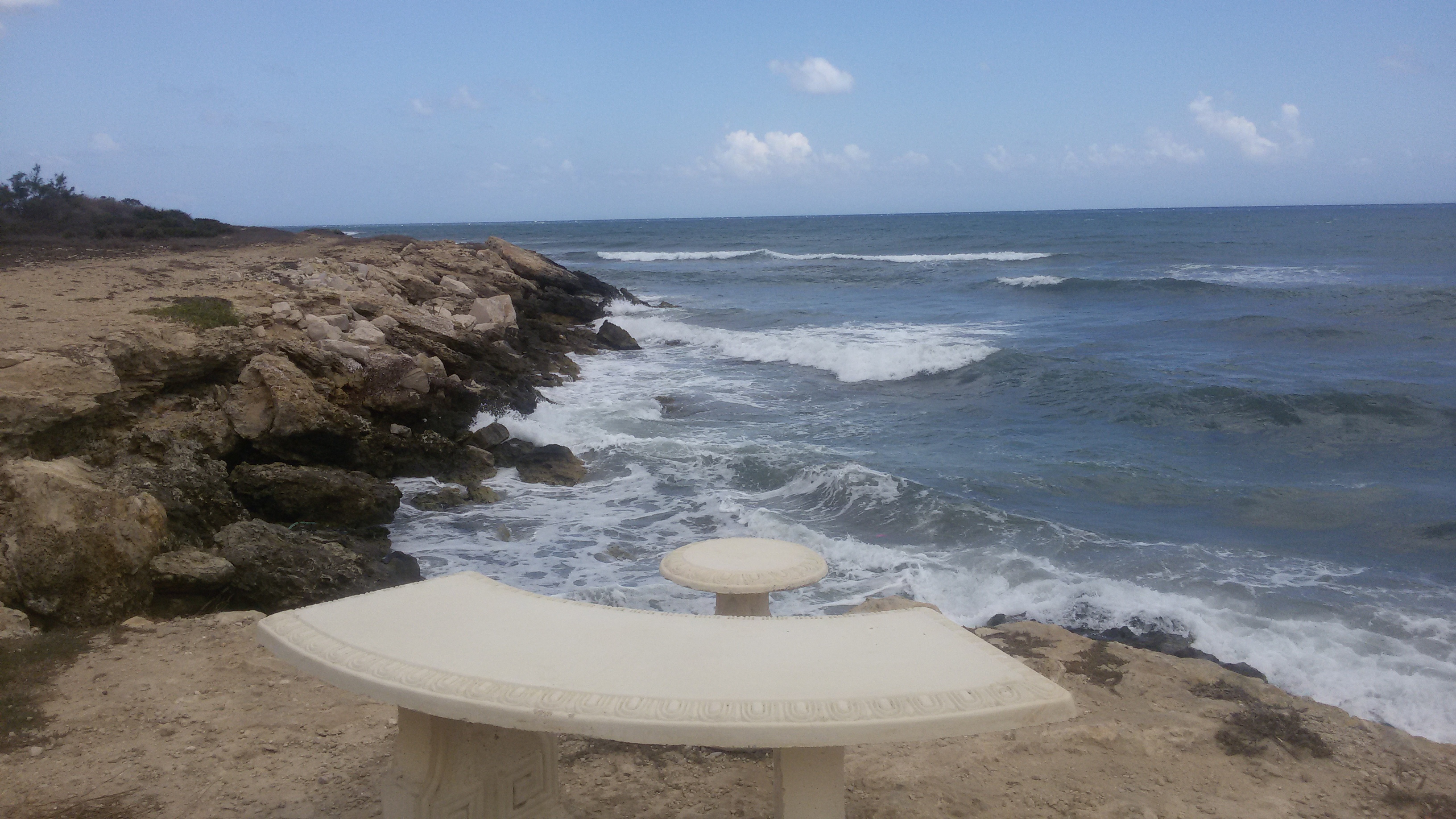
科克瓦尼博物馆外
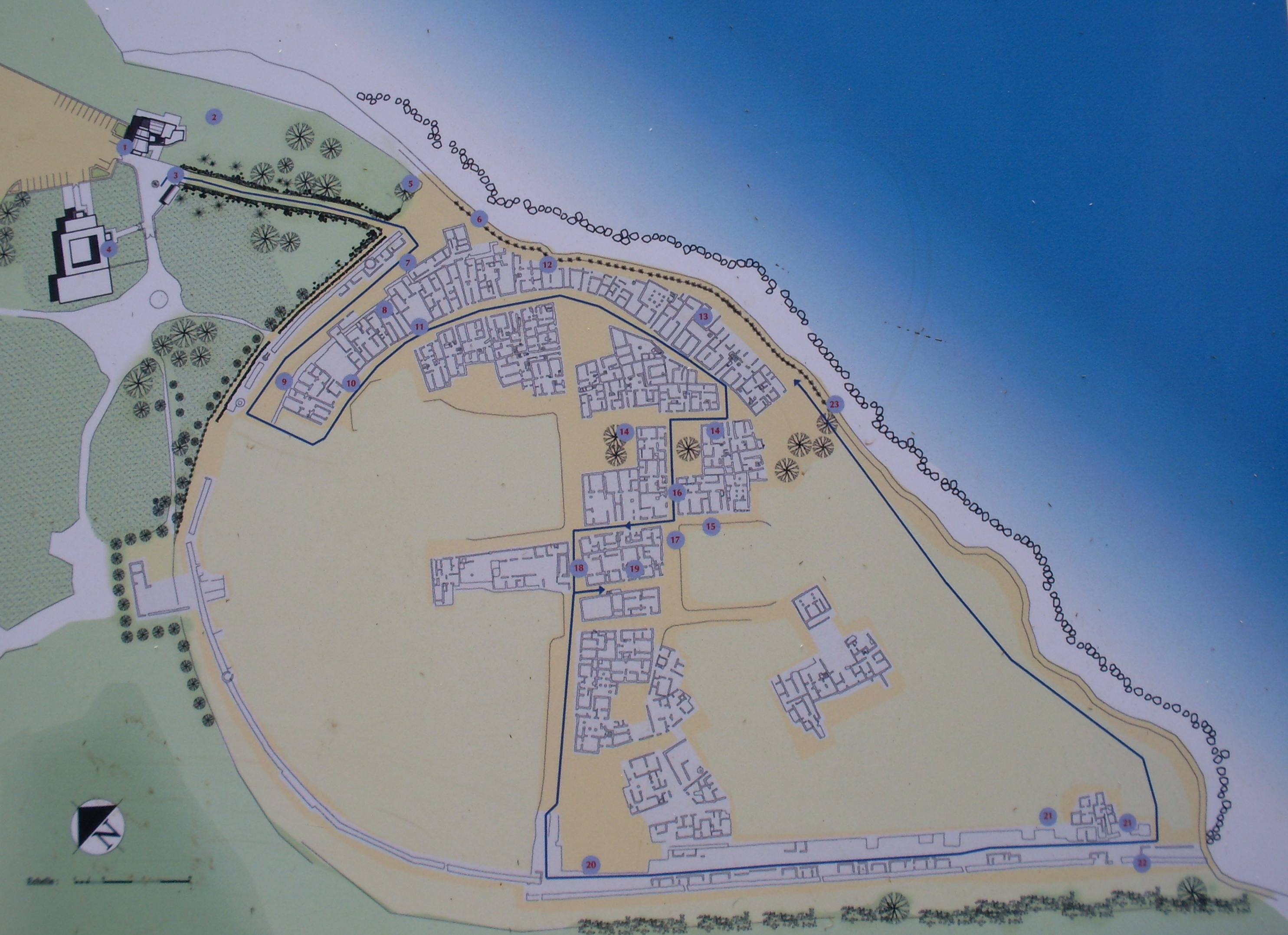
景点计划
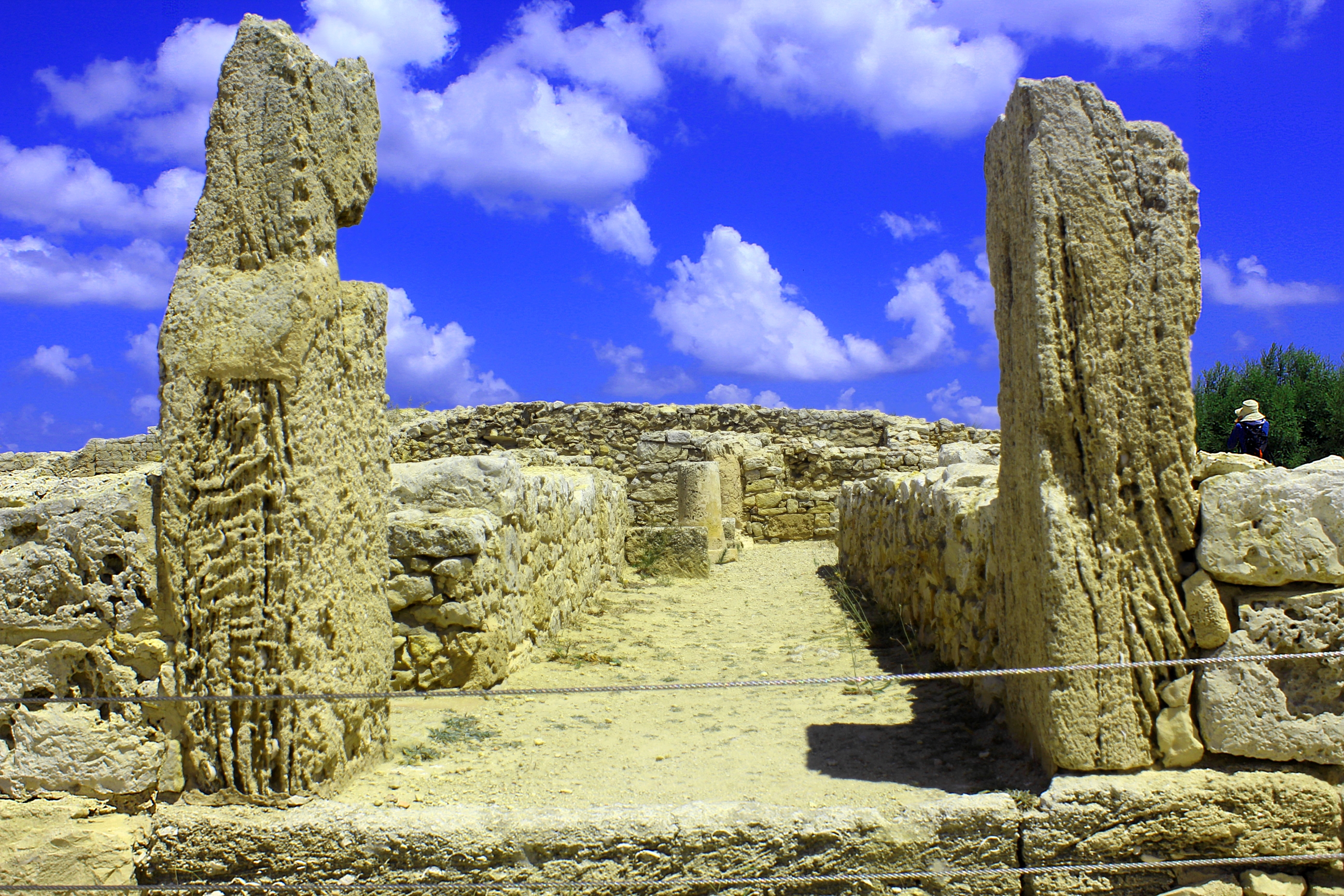
Remains of Tamezrat
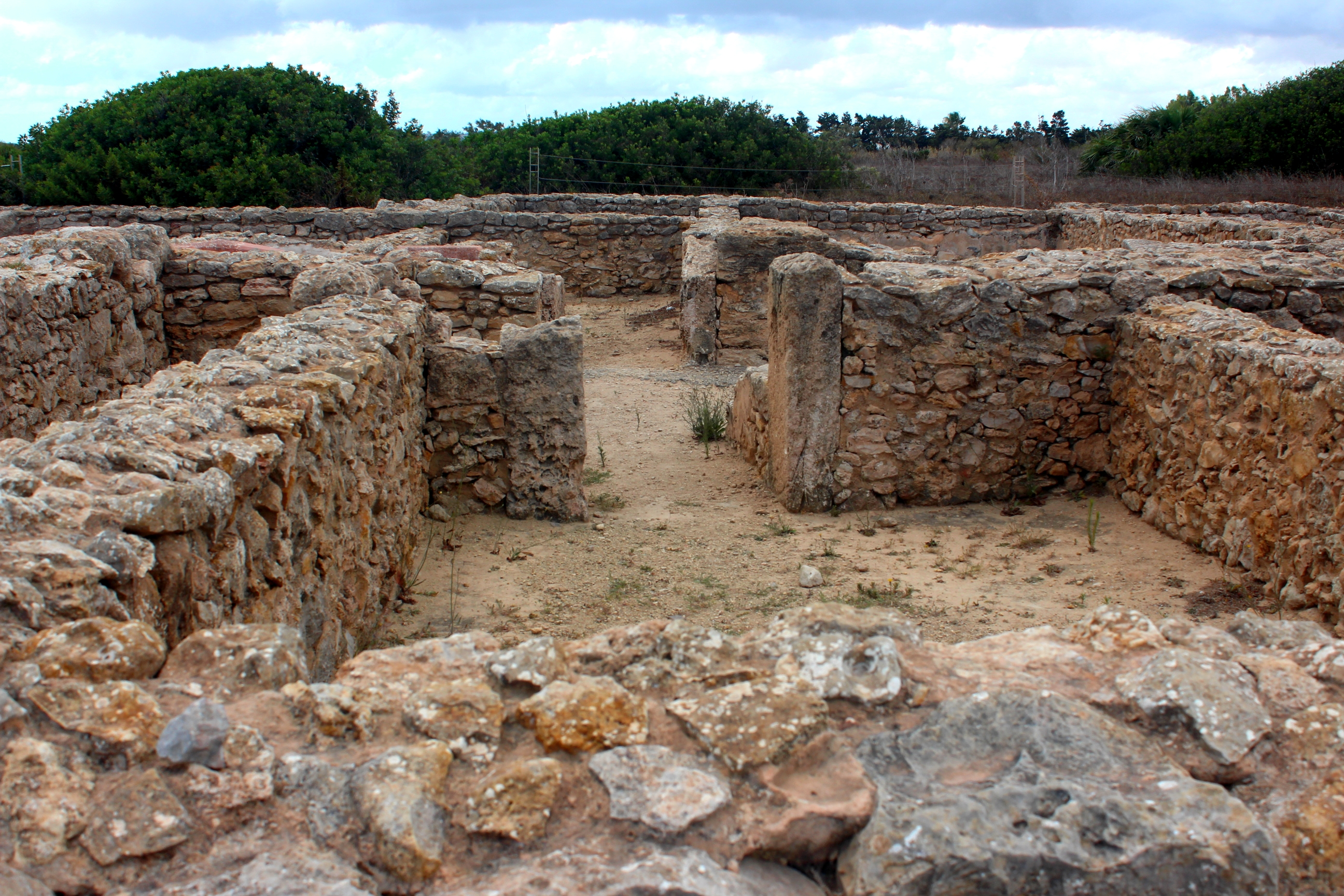
遗留围墙
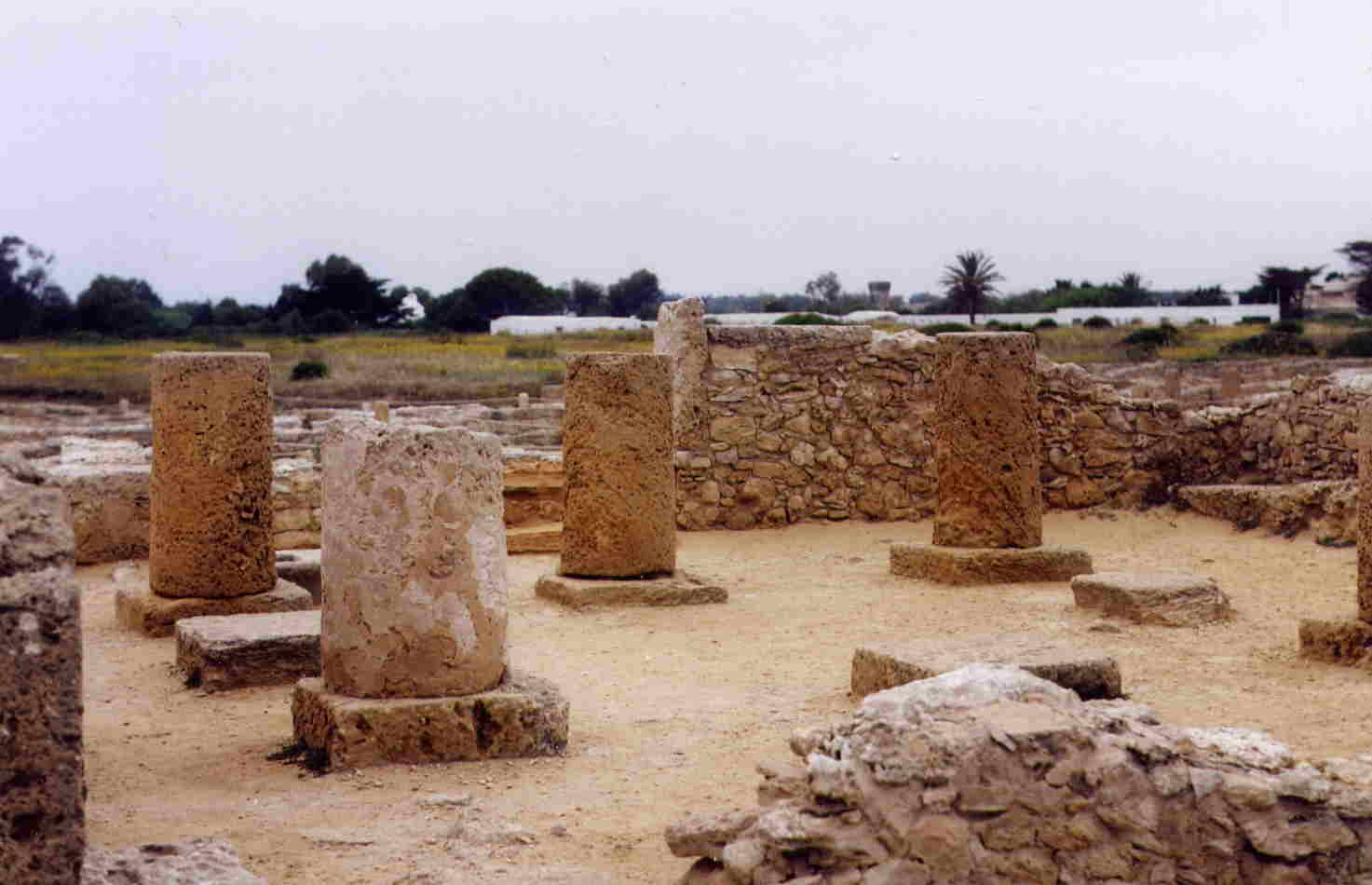
遗留柱体建筑
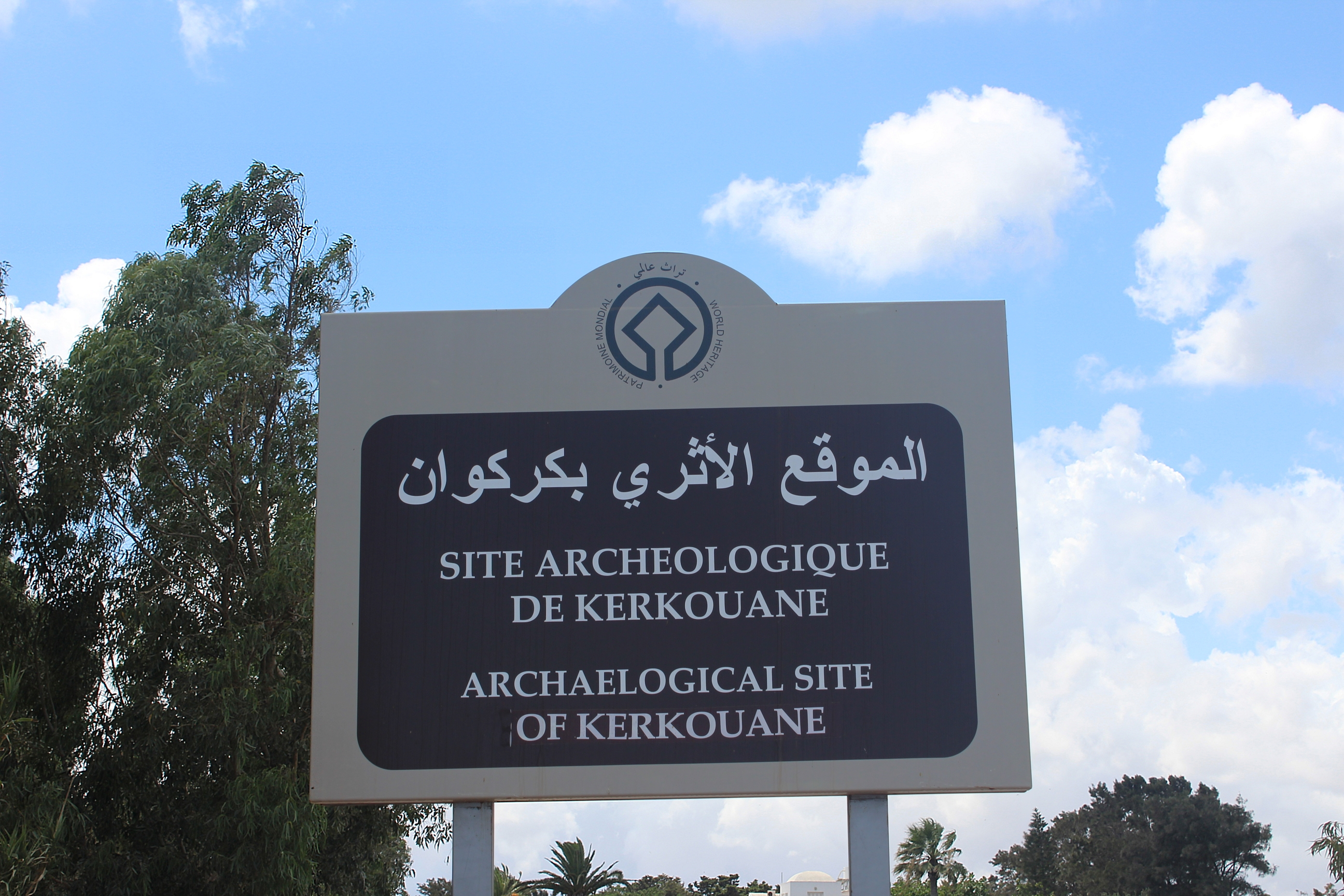
景点标志
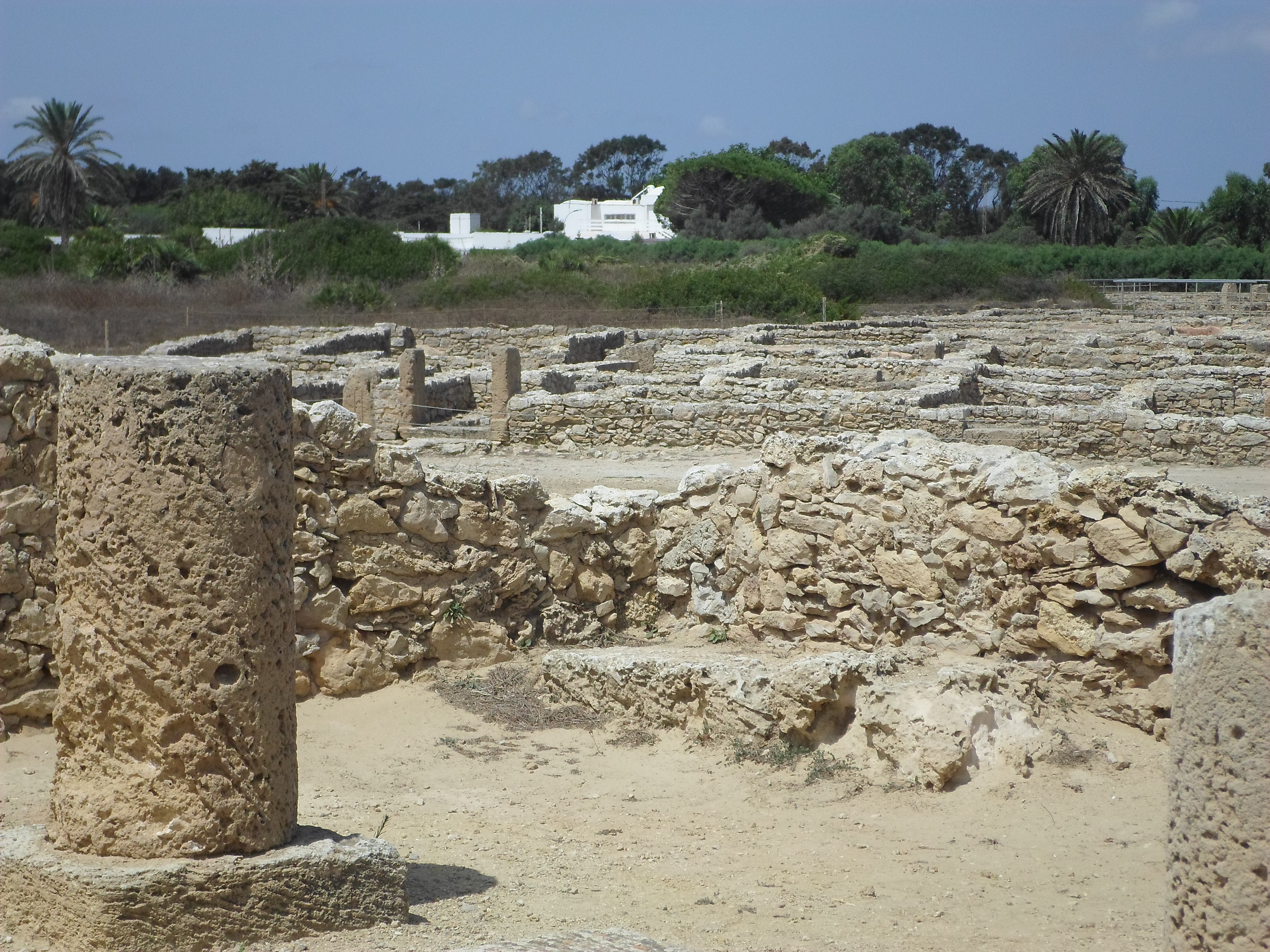
景点总览

## 外部連結
- 维基共享资源上的相關多媒體資源：科克瓦尼
- Lexicorient （页面存档备份，存于）
- Kerkounane Guide （页面存档备份，存于）

36°56′47″N 11°05′57″E / 36.94639°N 11.09917°E